# Fast Money
Albums de Birdman
Birdman
(2002) 5 ★ Stunna
(2007)
Singles
1. Neck of the Woods
Sortie : 2004
2. Get Your Shine O
Sortie : 2004
3. We Got That
Sortie : 2005

Fast Money est le deuxième album studio de Birdman, sorti le 21 juin 2005.
L'album s'est classé 4e au Top R&B/Hip-Hop Albums et 9e au Billboard 200.

## Liste des titres
| No  | Titre                                                 | Contient un (des) sample(s) de                                                                     | Durée |
| --- | ----------------------------------------------------- | -------------------------------------------------------------------------------------------------- | ----- |
| 1.  | Intro                                                 | | 1:47  |
| 2.  | My Territory                                          | | 4:23  |
| 3.  | Neck of the Woods (featuring Lil Wayne)               | I'm Gonna Love You Just a Little More Baby de Barry White As the Rhyme Goes On d'Eric B. and Rakim | 4:15  |
| 4.  | Ghetto Life (featuring Bun B et 6 Shot)               | | 4:22  |
| 5.  | Hug Da Block                                          | | 4:56  |
| 6.  | Cash Money Niggaz (featuring Lil' Carl)               | | 4:44  |
| 7.  | Shovlin' Snow (featuring Lil Wayne, Curren$y et Main) | | 4:31  |
| 8.  | Pressure's On                                         | | 4:21  |
| 9.  | Get It All Together (featuring Lil Wayne)             | | 5:04  |
| 10. | We Got That (featuring 6 Shot)                        | | 4:18  |
| 11. | Smoke Out (featuring Ta et 6 Shot)                    | | 4:39  |
| 12. | Big Pimpin'                                           | | 4:45  |
| 13. | Out the Ghetto (featuring Magnolia Chop)              | | 2:28  |
| 14. | Around the World                                      | Ghetto Life de Rick James                                                                          | 4:43  |
| 15. | Solid Chic (featuring Lil' Mo)                        | | 5:13  |
| 16. | We Getting It On (featuring Ta et Mannie Fresh)       | Still Fly de Big Tymers                                                                            | 3:35  |
| 17. | Get Your Shine On (featuring Lil Wayne)               | | 4:42  |